# Мирослав
Мирослав — слов'янське двоосновне чоловіче ім'я, що означає мирний та славний. Поширене в західних і південних слов'ян. На Русі було відоме з XII століття, на початку XX століття отримало популярність у Західній Україні. Жіноча форма імені — Мирослава. Ім'я Славомир складається з тих самих двох слов'янських коренів, тільки у зворотному порядку (славний та мирний).

## Відомі носії
- Мирослав Любачівський (1914—2000) — єпископ Української греко-католицької церкви (УГКЦ), кардинал Католицької церкви; із 7 вересня 1984 року — Верховний архієпископ Львівський — предстоятель УГКЦ.
- Мирослав Скорик (1938—2020) — радянський та український композитор та музикознавець. Внучатий племінник Соломії Крушельницької.
- Мирослав Слабошпицький (нар. 1974) — український кінорежисер. Син журналіста Михайла Слабошпицького.
- Мирослав Вантух (нар. 1939) — радянський та український хореограф.
- Мирослав Ірчан (справжнє ім'я Андрій Дмитрович Баб'юк; 1897—1937) — український поет, прозаїк, публіцист, драматург, перекладач, літературознавець, журналіст, історик, видавець доби розстріляного відродження.
- Мирослав Попович (1930—2018) — радянський та український філософ, академік Національної академії наук України, доктор філософських наук.
- Мирослав Гай (нар. 1982) — український актор, волонтер, керівник благодійної організації «Фонд Мир і Ко».
- Мирослав Дочинець (нар. 1959) — український письменник та журналіст. Член Асоціації українських письменників із 2003 року. Син педагога Івана Дочинця.
- Мирослав Лаюк (нар. 1990) — український письменник.
- Мирослав Кувалдін (нар. 1975) — український співак нігерійського походження, музикант, телеведучий, автор пісень, лідер гурту «The ВЙО».
- Мирослав Ступар (нар. 1941) — український радянський футболіст, воротар. Відомий футбольний арбітр.
- Мирослав Куєк (1947—2024) — український журналіст, публіцист, літератор, громадсько-культурний діяч. Батько співачки Ані Лорак (Кароліни Куєк).
- Мирослав Білецький (нар. 1976) — український політик.
- Мирослав Горбачук (1938—2017) — український математик.
- Мирослав Січинський (1887—1979) — український громадсько-політичний діяч, редактор, публіцист.
- Мирослав Антонович (1917—2006) — нідерландський хоровий диригент і музикознавець українського походження.
- Мирослав Шкандрій (нар. 1950) — канадський літературознавець і мистецтвознавець українського походження.
- Мирослав Продан (нар. 1979) — український державний службовець. Виконувач обов'язків голови Державної фіскальної служби України з 3 березня 2017 року по 5 вересня 2018 року.Радник податкової та митної справи I рангу.
- Мирослав Сеник (нар. 1957) — український політик, радник ректора Українського католицького університету у Львові, голова Львівської обласної ради з 28 квітня 2006 року по 30 листопада 2010 року.
- Мирослав Откович (1947—2021) — радянський та український художник-аквареліст. Старший брат мистецтвознавця Василя Отковича (1950—2017).
- Мирослав Онишкевич (псевдо Орест, Білий, Богдан, Олег; 1911—1950) — полковник УПА, діяч ОУН(б). Старший брат діяча ОУН та УПА Тараса Онишкевича (1914—1944).
- Мирослав Симчич (1923—2023) — український військовий та громадський діяч, сотник УПА, довголітній політв'язень (провів 32 роки в радянських таборах). Кавалер орденів ''Свободи'' та ''За заслуги'', почесний громадянин Коломиї та Львова, Герой України (2022).
- Мирослав Маринович (нар. 1949) — український громадський діяч, член-засновник Української Гельсінської групи (1976), дисидент і політв'язень часів СРСР (1977—1987), засновник та голова амністійного руху в Україні (1991—1997), філософ, релігієзнавець, публіцист, проректор Українського католицького університету у Львові.
- Мирослав Герцик (1935—2024) — український тренер із веслування.
- Мирослав Думанський (1929—1996) — український радянський футболіст. Батько футболіста Ярослава Думанського.
- Мирослав Славов (нар. 1990) — український футболіст. Молодший брат футболіста Вадима Славова, старший брат австрійської художньої гімнастки Оксани Славової, двоюрідний брат тенісисток Марії та Марти Костюк, племінник тенісистки Талини Бейко, онук математика Івана Бейка.
- Мирослав Гермашевський (1941—2022) — перший і єдиний польський космонавт. Герой Радянського Союзу (1978).
- Мирослав Йозеф Клозе (при народженні Мирослав Маріан Клозе; нар. 1978) — німецький футболіст польського походження.
- Мирослав Блажевич (1935—2023) — югославський футболіст, згодом — хорватський футбольний тренер.
- Мирослав Крлежа (1893—1981) — югославський хорватський письменник та драматург.
- Мирослав Туджман (1946—2021) — хорватський політик. Найстарша дитина першого президента Хорватії Франьо Туджмана.
- Мирослав Церар-старший (нар. 1939) — югославський та словенський гімнаст. Батько словенського юриста й політика Мирослава Церара-молодшого.
- Мирослав Церар-молодший (нар. 1963) — словенський юрист і політик. Прем'єр-міністр Словенії з 18 вересня 2014 року по 13 вересня 2018 року. Син югославського та словенського гімнаста Мирослава Церара-старшого.